# Sljeme
Sljeme (1035 m n. m.) je nejvyšší hora Medvednice, menšího pohoří na severozápadě Chorvatska, nacházejícího se těsně na sever od hlavního města Záhřeb.

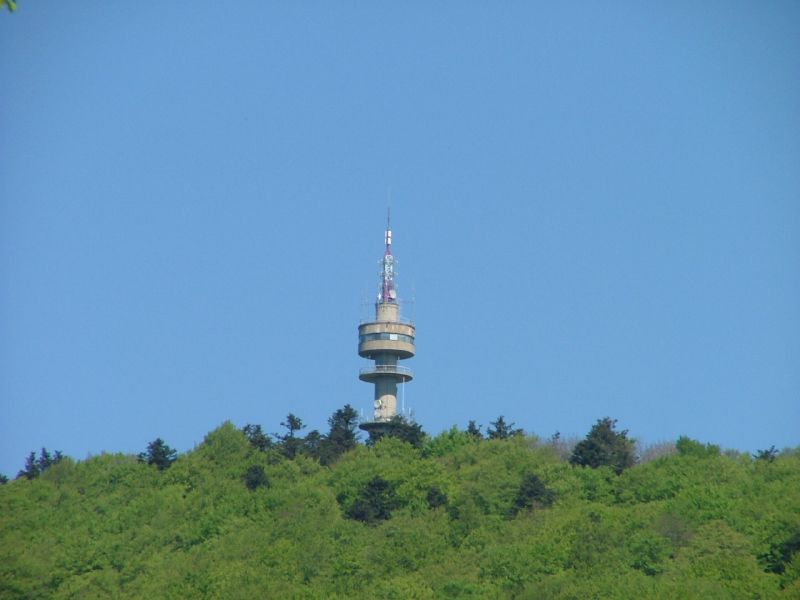
Menší vysílací věž

V rámci pohoří je výškově nevýrazný vrchol snadno identifikovatelný díky 169 m vysokému vysílači vybudovanému v roce 1973. Během války o nezávislost Chorvatska byl v říjnu 1991 na vysílač podniknut bombový nálet jugoslávskou armádou, jehož následkem bylo páté, čtvrté a částečně třetí patro silně poškozeno a věž přestala být funkční. Oba dva zaměstnanci, kteří v té době ve věži pracovali, se skryli v suterénu a nebyli zraněni. Opravy poškození trvaly 3 měsíce.
Asi 800m na východoseverovýchod se nachází druhá vysílací věž, jejíž účel není známý. Ve stejném směru ještě o kilometr dále je pak radarová stanice. Blízko ní je meteorologická stanice s dalším radarem.
Na vrchol vede cesta a do roku 2007 byla v provozu i lanová dráha. Kvůli závažné poruše v motorové místnosti dráhy se oprava finančně nevyplatila a později bylo rozhodnuto o stavbě zcela nové a delší lanovky, která měla být uvedena do provozu na konci roku 2018. Práce se nakonec odložily. Zprovoznění se odložilo i díky koronavirové pandemii. První cestující by se měli svézt lanovkou koncem září nebo začátkem října. Sljeme patří právě pro blízkost k centru metropole a své dostupnosti k oblíbeným rekreačním oblastem. Z vrcholu kopce vede dolů také i lyžařská dráha.